# Бетоново
Бетоново (словен. Betonovo) — поселення в общині Содражиця, регіон Південно-Східна Словенія, Словенія.